# Xã LeRoy, Quận Boone, Illinois
Xã LeRoy (tiếng Anh: LeRoy Township) là một xã thuộc quận Boone, tiểu bang Illinois, Hoa Kỳ. Năm 2010, dân số của xã này là 485 người.